# Aron Gunnarsson
Aron Einar Malmquist Gunnarsson (sinh 22 tháng 4 năm 1989) là cầu thủ bóng đá chuyên nghiệp người Iceland đang chơi cho câu lạc bộ Al-Arabi của Qatar và là đội trưởng của đội tuyển bóng đá quốc gia Iceland. Anh có thể chơi ở vị trí tiền vệ phòng ngự hoặc tiền vệ trung tâm
Anh bắt đầu sự nghiệp của mình tại Þór Akureyri, và chơi 1 trận đấu cho câu lạc bộ AZ của Hà Lan trước khi gia nhập câu lạc bộ Anh là Coventry City vào năm 2008. Sau 133 trận đấu và có 7 bàn thắng trong 3 mùa giải cho Coventry City, anh chuyển đến Cardiff City, anh đã giúp đội bóng này giành ngôi á quân League Cup 2012 và giành quyền thi đấu tại Premier League 2013–14.
Aron chơi cho Iceland ở cấp độ đội tuyển quốc gia từ năm 2008 và đã có hơn 100 trận ra sân. Anh ấy đã trở thành đội trưởng của Iceland từ giữa năm 2012, mang băng thủ quân khi Iceland vào tứ kết tại giải đấu quốc tế lớn đầu tiên của họ, UEFA Euro 2016.

## Cuộc sống cá nhân
Anh trai của Aron Arnór ór Gunnarsson là vận động viên bóng ném của đội tuyển quốc gia Iceland.

## Thống kê sự nghiệp

### Câu lạc bộ
Tính đến 12 tháng 5 năm 2019
| Câu lạc bộ          | Hạng                | Mùa giải            | Giải đấu | Giải đấu | Cúp quốc gia | Cúp quốc gia | Cúp liên đoàn | Cúp liên đoàn | Khác | Khác | Tổng cộng | Tổng cộng |
| Câu lạc bộ          | Hạng                | Mùa giải            | Trận     | Bàn      | Trận         | Bàn          | Trận          | Bàn           | Trận | Bàn  | Trận      | Bàn       |
| ------------------- | ------------------- | ------------------- | -------- | -------- | ------------ | ------------ | ------------- | ------------- | ---- | ---- | --------- | --------- |
| Þór Akureyri        | 1. deild karla      | 2005                | 5        | 0        | 1            | 0            | 5             | 0             | –    | –    | 11        | 0         |
| Þór Akureyri        | 1. deild karla      | 2006                | 6        | 0        | 3            | 0            | 3             | 0             | –    | –    | 12        | 0         |
| Þór Akureyri        | Tổng cộng           | Tổng cộng           | 11       | 0        | 4            | 0            | 8             | 0             | –    | –    | 23        | 0         |
| AZ                  | Eredivisie          | 2006–07             | 0        | 0        | –            | –            | –             | –             | –    | –    | 0         | 0         |
| AZ                  | Eredivisie          | 2007–08             | 1        | 0        | –            | –            | –             | –             | –    | –    | 1         | 0         |
| AZ                  | Tổng cộng           | Tổng cộng           | 1        | 0        | –            | –            | –             | –             | –    | –    | 1         | 0         |
| Coventry City       | Championship        | 2008–09             | 40       | 1        | 5            | 1            | 2             | 0             | 0    | 0    | 47        | 2         |
| Coventry City       | Championship        | 2009–10             | 40       | 1        | 2            | 0            | 0             | 0             | 0    | 0    | 42        | 1         |
| Coventry City       | Championship        | 2010–11             | 42       | 4        | 2            | 0            | 0             | 0             | 0    | 0    | 45        | 4         |
| Coventry City       | Tổng cộng           | Tổng cộng           | 122      | 6        | 9            | 1            | 2             | 0             | 0    | 0    | 133       | 7         |
| Cardiff City        | Championship        | 2011–12             | 42       | 5        | 0            | 0            | 6             | 0             | 2    | 0    | 50        | 5         |
| Cardiff City        | Championship        | 2012–13             | 45       | 8        | 0            | 0            | 0             | 0             | 0    | 0    | 45        | 8         |
| Cardiff City        | Premier League      | 2013–14             | 23       | 1        | 2            | 0            | 0             | 0             | 0    | 0    | 25        | 1         |
| Cardiff City        | Championship        | 2014–15             | 45       | 4        | 1            | 0            | 2             | 0             | 0    | 0    | 48        | 4         |
| Cardiff City        | Championship        | 2015–16             | 28       | 2        | 0            | 0            | 1             | 0             | 0    | 0    | 29        | 2         |
| Cardiff City        | Championship        | 2016–17             | 40       | 3        | 0            | 0            | 1             | 0             | 0    | 0    | 41        | 3         |
| Cardiff City        | Championship        | 2017–18             | 20       | 1        | 0            | 0            | 0             | 0             | 0    | 0    | 20        | 1         |
| Cardiff City        | Premier League      | 2018–19             | 28       | 1        | 0            | 0            | 0             | 0             | 0    | 0    | 28        | 1         |
| Cardiff City        | Tổng cộng           | Tổng cộng           | 271      | 25       | 3            | 0            | 10            | 0             | 2    | 0    | 286       | 25        |
| Tổng cộng sự nghiệp | Tổng cộng sự nghiệp | Tổng cộng sự nghiệp | 405      | 31       | 16           | 1            | 20            | 0             | 2    | 0    | 443       | 32        |

### Quốc tế

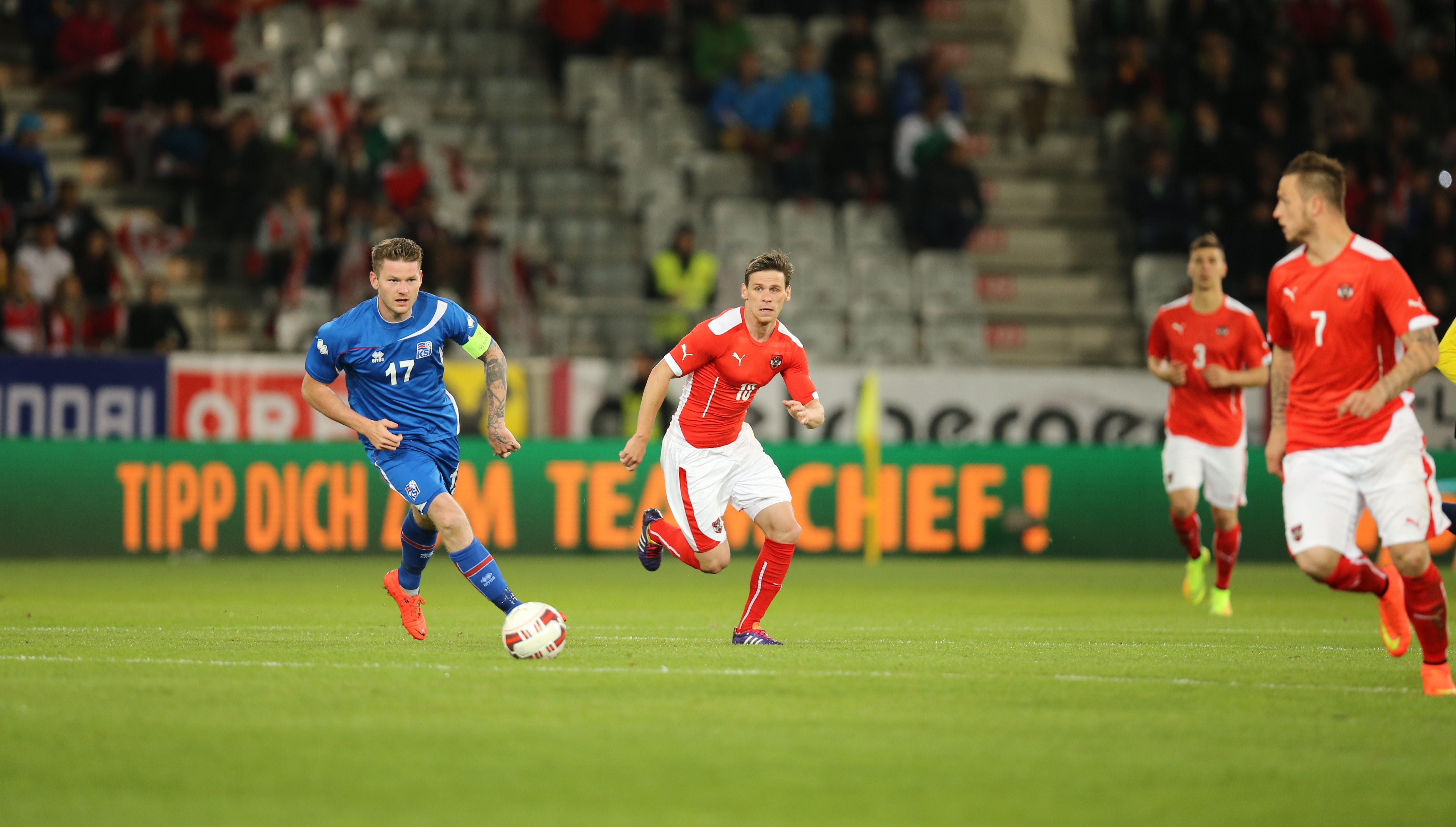
Aron (trái) trong màu áo đội tuyển Iceland năm 2014

Tính đến 26 tháng 3 năm 2023.
| Đội tuyển quốc gia | Năm       | Trận | Bàn |
| ------------------ | --------- | ---- | --- |
| Iceland            | 2008      | 9    | 0   |
| Iceland            | 2009      | 7    | 0   |
| Iceland            | 2010      | 5    | 0   |
| Iceland            | 2011      | 4    | 0   |
| Iceland            | 2012      | 8    | 0   |
| Iceland            | 2013      | 8    | 0   |
| Iceland            | 2014      | 8    | 1   |
| Iceland            | 2015      | 5    | 1   |
| Iceland            | 2016      | 14   | 0   |
| Iceland            | 2017      | 9    | 0   |
| Iceland            | 2018      | 5    | 0   |
| Iceland            | 2019      | 6    | 0   |
| Iceland            | 2020      | 4    | 0   |
| Iceland            | 2021      | 6    | 0   |
| Iceland            | 2022      | 3    | 0   |
| Iceland            | 2023      | 1    | 3   |
| Tổng cộng          | Tổng cộng | 101  | 5   |

### Bàn thắng quốc tế
Bàn thắng và kết quả của Iceland được để trước.
| #  | Ngày                 | Địa điểm                                     | Đối thủ       | Bàn thắng | Kết quả | Giải đấu                 |
| -- | -------------------- | -------------------------------------------- | ------------- | --------- | ------- | ------------------------ |
| 1. | 10 tháng 10 năm 2014 | Sân vận động Skonto, Riga, Latvia            | Latvia        | 2–0       | 3–0     | Vòng loại UEFA Euro 2016 |
| 2. | 12 tháng 6 năm 2015  | Laugardalsvöllur, Reykjavík, Iceland         | Cộng hòa Séc  | 1–1       | 2–1     | Vòng loại UEFA Euro 2016 |
| 3  | 26 tháng 3 năm 2023  | Sân vận động Rheinpark, Vaduz, Liechtenstein | Liechtenstein | 3–0       | 7–0     | Vòng loại UEFA Euro 2024 |
| 4  | 26 tháng 3 năm 2023  | Sân vận động Rheinpark, Vaduz, Liechtenstein | Liechtenstein | 4–0       | 7–0     | Vòng loại UEFA Euro 2024 |
| 5  | 26 tháng 3 năm 2023  | Sân vận động Rheinpark, Vaduz, Liechtenstein | Liechtenstein | 5–0       | 7–0     | Vòng loại UEFA Euro 2024 |

## Danh hiệu
Cardiff City
- EFL Championship: 2012–13 [8]; á quân: 2017–18 [9]